# Psylliodes drusei
Psylliodes drusei là một loài bọ cánh cứng trong họ Chrysomelidae. Loài này được Furth miêu tả khoa học năm 1983.